# Oberdrauburg
Oberderauburg osztrák mezőváros Karintia Spittal an der Drau-i járásában. 2016 januárjában 1210 lakosa volt. 

## Elhelyezkedése

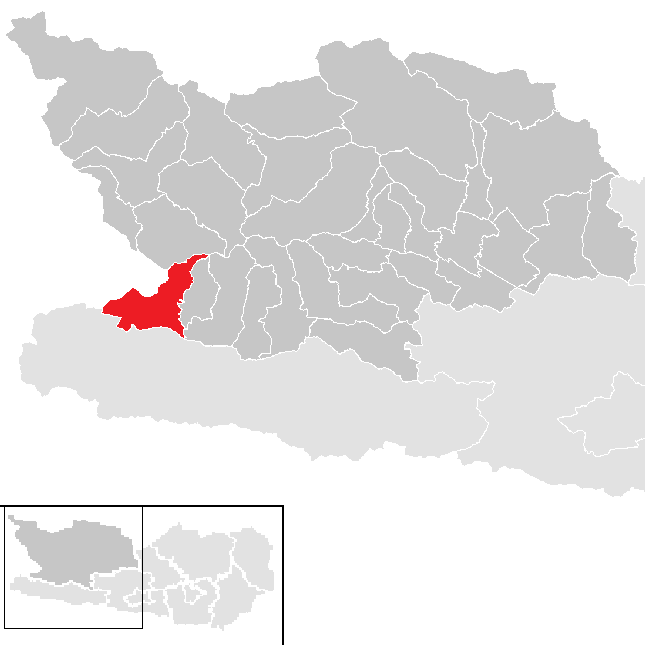
Oberdrauburg a Spittali járásban

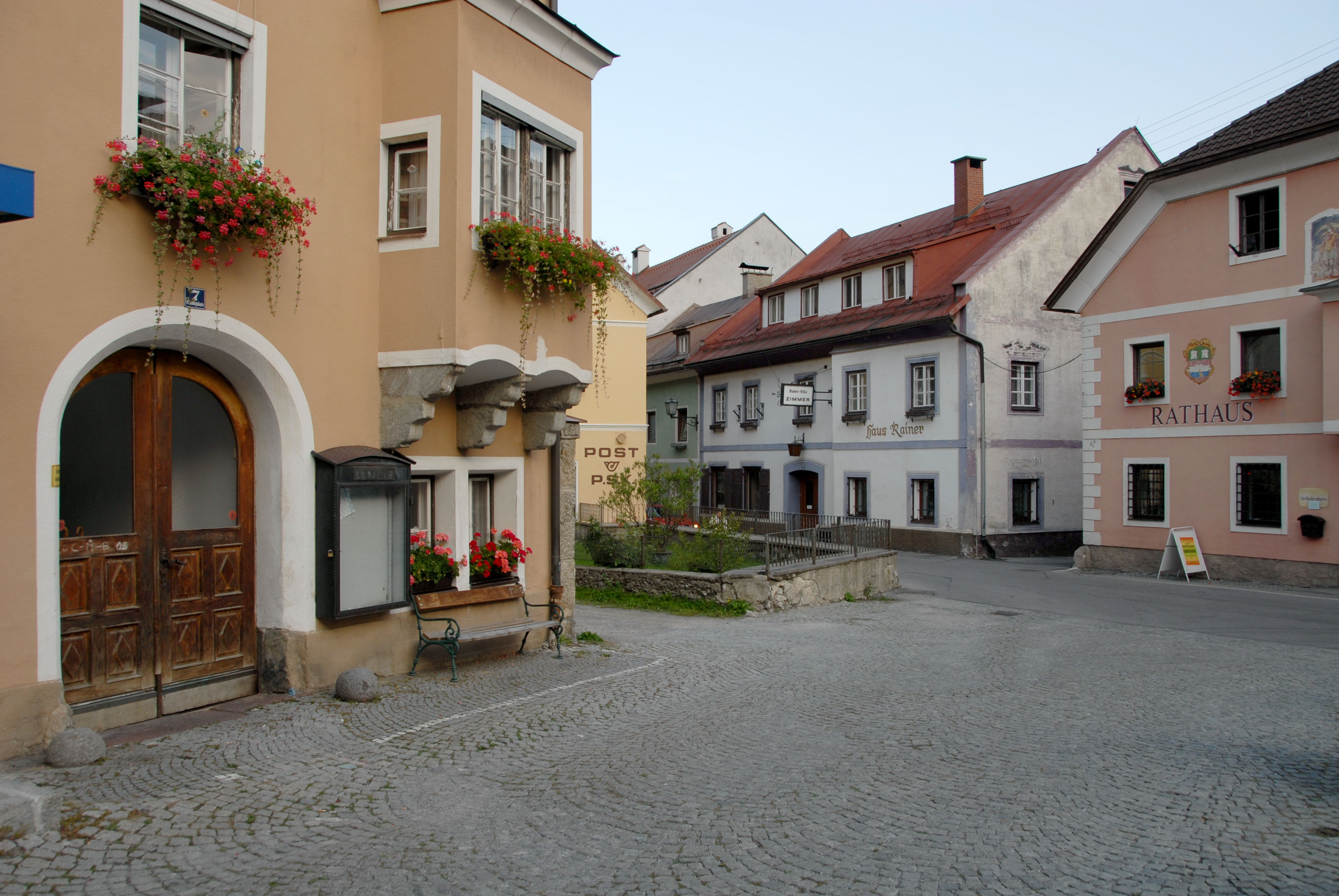
A főtér

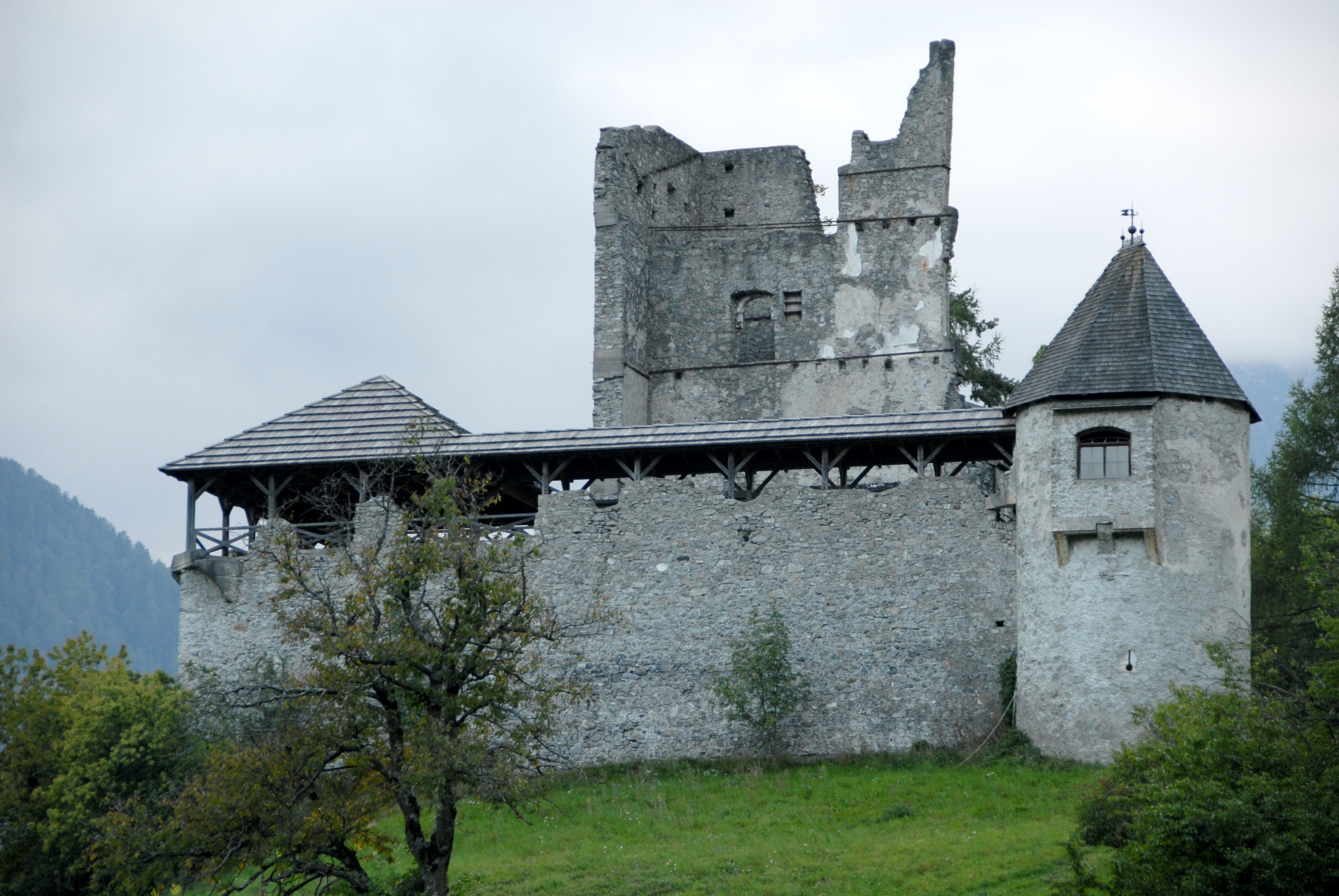
Hohenburg romjai

Oberdrauburg Karintia nyugati határán fekszik, a Dráva bal partján, a Karintiai kapu közelében, ahol a Dráva belép a tartomány területére. Az önkormányzat 10 falut és egyéb települést fog össze: Flaschberg (41 lakos), Gailberg (0), Oberdrauburg (364), Oberpirkach (14), Ötting (215), Rosenberg (11), Schrottenberg (12), Unterpirkach (63), Waidach (233), Zwickenberg (241)
A környező települések: északra Rangersdorf, keletre Irschen, délre Kötschach-Mauthen és Lesachtal, nyugatra Nikolsdorf (Tirol). 

## Története
A város területén már a kelták és a rómaiak idején is létezett egy település. Oberdrauburg várát először 1240-ben említik, mint Bernhard von Spanheim karintiai herceg tulajdonát. Ugyanekkor szó esik bizonyos Zwicko von Oberdrauburgról, valószínűleg az ő nevét kapta Zwickenberg. A 13. században a vár védelmében kis település jött létre. 1292-ben a vár a von Görz grófoké volt, de már 1308-ban a salzburgi érsek birtokába került. 1325-ben a település vásár- és vámjogot kapott. Karintia nyugati kapujaként kedvező helyét kihasználva a város nagy jövedelemre tett szert.
1364-ben már VI. Meinhard von Görz, majd VII. Meinhard von Görz birtokaként írnak róla. 1385-ben az Ortenburg-család, 1418-ban a Cillei-család, 1456-ban pedig a Habsburg-család szerezte meg Oberdrauburgot. Az utóbbi esemény miatt viszály tört ki a Görzök és a Habsburgok között, amely csak az előbbiek 1500-as kihalásával ért véget. 1524 és 1639 között a város a Habsburg-kegyenc Salamanca-Ortenburg grófok birtokában volt. 1640-ben a villachi Widmann-család megvásárolta a várost és a von Ortenburg grófi cím használatát; tőlük 1662-ben Johann Porcia herceg vette meg  grófi címet. 1747-ben egy tűzvész a város nagy részét elpusztította.  
A napóleoni háborúk során Oberdrauburgot több ízben elfoglalták a franciák és súlyos pénzváltságokat kellett fizetnie. 1809-ben a schönbrunni békét követően Felső-Karintiával együtt Franciaország Illír tartományaihoz csatolták, de 1813-ban visszakerült Ausztriához. 
1851-ben állami segítséggel megkezdték a Dráva és a Wildbach szabályozását. 1863 és 1871 között megépült a Marburg-Franzensfeste közötti Déli vasút. 1870. szeptember 24-én újabb tűzvész pusztított a városban. 
Az első világháború során Oberdrauburg az olasz front egyik hátországi bázisaként szolgált. 
1938-ban Oberdrauburg elvesztette mezővárosi státuszát (1946-ban visszakapta). A második világháború során igen sokat szenvedett a szövetséges bombázásoktól; különösen súlyos volt az 1945. április 24-i támadás, amelyben a vár és számos ház is megsérült. 
1964-ben a városhoz kapcsolták Flaschberget, 1973-ban pedig Zwickenberget. 1965 szeptemberében, 1966 augusztusában és novemberében három árvíz is sújtotta Oberdrauburgot.  

## Lakosság
Az oberdrauburgi önkormányzat területén 2016 januárjában 1210 fő élt, ami visszaesést jelent a 2001-es 1334 lakoshoz képest. Akkor a helybeliek 98,1%-a volt osztrák állampolgár. 94,8%-uk katolikusnak, 2,3% evangélikusnak, 1,6% pedig felekezeten kívülinek vallotta magát. 

## Látnivalók
- Hohenburg várának romjai
- Flaschberg várának romjai
- Schröttelhof majorsága
- a Trögerwand-barlangok
- a Silberfall vízesés
- a 2681 m magas Hochstadel-csúcs

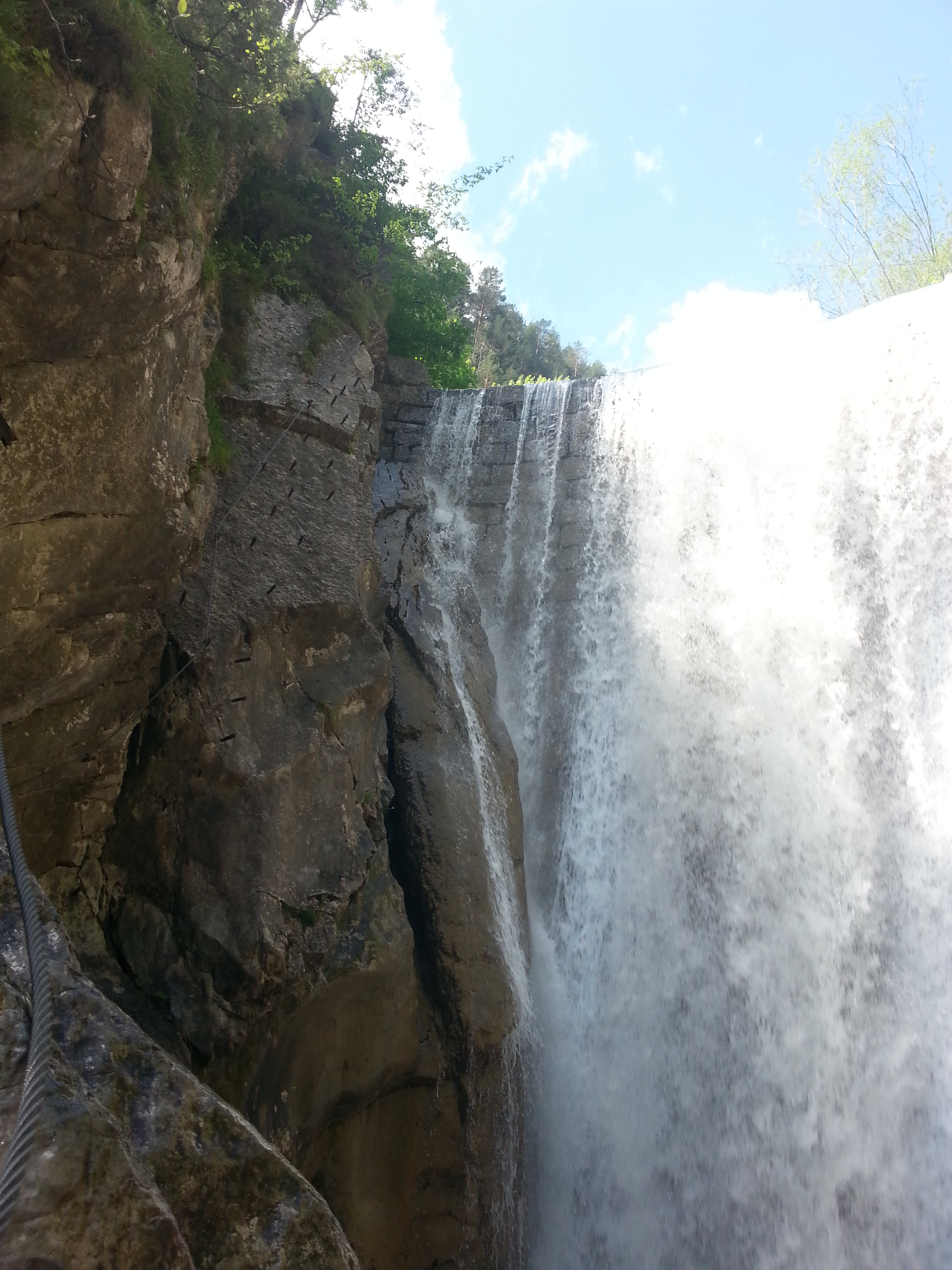
A Pirknerklamm via ferrata

- a Pirkner Bach vízesése melletti Pirknerklamm via ferrata

## Híres oberdrauburgiak
- Hellmuth Marx (1915–2002) szobrász
- Roland Schwarzl (1980-) könnyűatléta

## Testvértelepülések
- Paluzza, Olaszország
- Signa, Olaszország
- Türkenfeld, Németország

## Fordítás
- Ez a szócikk részben vagy egészben  az   Oberdrauburg című német Wikipédia-szócikk ezen változatának fordításán alapul.  Az eredeti cikk szerkesztőit annak laptörténete sorolja fel. Ez a jelzés csupán a megfogalmazás eredetét és a szerzői jogokat jelzi, nem szolgál a cikkben szereplő információk forrásmegjelöléseként.